# Dicée de Geelvink
Dicaeum geelvinkianum
Espèce
Statut de conservation UICN

 LC  : Préoccupation mineure
Le Dicée de Geelvink (Dicaeum geelvinkianum) est une espèce de passereau placée dans la famille des Dicaeidae.

## Description
C'est un petit oiseau discret avec un bec et une queue courtes, le dessus de la tête, la croupe rouge et, chez le mâle une tache rouge sur la poitrine.

## Habitat
On le trouve dans les forêts et zones boisées, y compris secondaires, et les mangroves.

## Alimentation
Il se nourrit de petits fruits, en particulier de ceux du gui, d'insectes et d'araignées.

## Répartition et sous-espèces
Selon la classification de référence du Congrès ornithologique international (15.1, 2025) il se répartit en neuf sous-espèces :
- Dicaeum geelvinkianum maforense Salvadori, 1876 — Numfor ;
- Dicaeum geelvinkianum misoriense Salvadori, 1876 — Biak ;
- Dicaeum geelvinkianum geelvinkianum Meyer,AB 1874 — Yapen et Kurudu ;
- Dicaeum geelvinkianum obscurifrons Junge, 1952 — îles Wessel ;
- Dicaeum geelvinkianum diversum Rothschild & Hartert, 1903 — ouest de la cordillère Centrale (Nouvelle-Guinée) ;
- Dicaeum geelvinkianum albopunctatum Albertis & Salvadori 1879 — Trans-Fly, Daru, Goigu et Saibai ;
- Dicaeum geelvinkianum rubrigulare Albertis & Salvadori 1879 — Fly (fleuve) ;
- Dicaeum geelvinkianum rubrocoronatum Sharpe, 1876 — sud-est de la Nouvelle-Guinée ;
- Dicaeum geelvinkianum violaceum Mayr, 1936 — îles d'Entrecasteaux.